# رزرپین
رزرپین (به انگلیسی: Reserpine)
رده درمانی: کاهنده فشار خون
اشکال دارویی: قرص

## موارد مصرف
رزرپین در درمان زیادی فشار خون به کار می‌رود.
برای درمان بیماری اسکیزوفرنی هم استفاده می شود

## مکانیسم اثر
این دارو با اثر بر انتهای اعصاب سمپاتیک پس عقده‌ای ذخایر کاتکول‌آمین‌ها و سروتونین بافت‌ها و دستگاه عصبی مرکزی را تخلیه می‌نماید. احتمالاً اثر پایین آورنده فشار خون رزرپین ناشی از کاهش بازده قلب و تا حدی کاهش مقاومت محیطی عروق باشد.

## عوارض جانبی
آریتمی، مدفوع تیره رنگ، استفراغ خونی، کرامپ معده یا درد، برادی‌کاردی، درد سینه، خواب آلودگی، سردرد، کاهش میل جنسی، ضعف، افسردگی، عدم توانایی در تمرکز، عصبانیت یا اضطراب، تنگی نفس، کابوس یا بیخوابی سحرگاهی، بی‌اشتهایی، اسهال، خشکی دهان، احتقان بینی و خیز پا.